# Rumelia
Rumelia (in turco Rumeli; in greco Ρούμελη?, Rumeli; in bulgaro Румелия?, Rumelija, ossia "Terra dei romani" da Rum, "romano", e El, "terra") è il nome, usato dal XV secolo, per indicare la regione dell'Impero ottomano dei Balcani meridionali. "Rumeli" è letteralmente traducibile come "terra dei romani", in riferimento all'Impero romano d'oriente che in precedenza aveva dominato su quelle terre. Durante l'XI e il XII secolo fu estesamente usato al posto di Anatolia man mano che veniva conquistata dai Bizantini.

## Storia
La Rumelia ottomana includeva le antiche province di Costantinopoli, Tessalonica, Tracia e la Macedonia, la Bulgaria e una sezione dell'Albania centro-meridionale. A sud si estendeva fino all'istmo di Corinto, alle porte della Morea. A nord, invece si stima che la regione si profilasse fino al Danubio e alla Sava. Nel 1844, la Rumelia occupava circa 325800 km², un'area grande quanto la Norvegia.
Fu conquistata dall'Impero Ottomano nel decennio 1380, ma gli ultimi capisaldi antiottomani caddero definitivamente nel 1453 (Costantinopoli), 1460 (Morea) e 1476 (Albania). Il Sultano impose Sofia come capitale di questa sua provincia nei Balcani. Il dominio turco durò circa cinque secoli. La zona ridivenne indipendente a partire dal XIX secolo.
Il nome Rumelia venne poi adottato a fine Ottocento dalla provincia ottomana composta dall'Albania centrale e dalla Macedonia nord occidentale, con Monastir come capoluogo.
Nel 1878 fu formata anche la provincia ottomana della Rumelia orientale che esistette fino al 1908 anche se unita di fatto al principato di Bulgaria fin dal 1885.
La regione è stata al centro di molte guerre e contese per la sua spartizione: 
- guerra serbo-bulgara (1885)
- guerra greco-turca (1897)
- Guerre balcaniche (1912 - 1913)
- Prima guerra balcanica (1912)
- Seconda guerra balcanica (1913)
- Trattato di Londra (1913) (maggio 1913)
- Trattato di Bucarest (1913) (agosto 1913)